# Achís
Els achís són un grup ètnic d'origen maia, assentats a diversos municipis pertanyents al departament guatemalenc de Baja Verapaz: Cubulco, Rabinal, San Miguel, Salamá, San Jerónimo, Purulhá, part de Granados i el Chol.

## Aspectes geogràfics
El nom original del cap de Baja Verapaz, Salamá, és Tz'alam Ha', que significa "taules sobre l'aigua". Salamá, Cubulco, Rabinal, San Miguel Chicaj y San Jerónimo són els únics municipis de Guatemala on la llengua materna és l'achí. Al municipi de Cubulco, hi ha jaciments arqueològics poc visitats com Belejeb' Tzaq, Chilu, Los Cimientos, Nim Poco i Pueblo Viejo.

## Història

### Època Prehispànica
Hi ha una història d'un personatge conegut com el cacic principal, Quicab, cèlebre per la seva riquesa de perles, maragdes, or i plata.
Els pobles principals i els caps de capul, van acompanyar al cacic quan va entrar entre els indígenes de la costa, els achís, que es feien anomenar el poble i lloc de Xetulul. Era migdia quan van començar a lluitar contra ells, guanyant terres i pobles sense matar-ne cap, només turmentant-los. Quan els achís es van rendir, van donar tributs de peix, marisc; com a present, li van oferir cacau i molt pataxte al cacic principal Francisco Izquin Ahpalotz y Nehaib, donant-li validesa com a rei i obeint-lo com a tributaris; els achís li van lliurar els rius Zamalá, Ucuz, Nil i Xab. Aquests servien de molt profit al cacic Quicab, perquè generaven peix, marisc, tortugues i iguanes.

### Conquesta
Quan alguns frares dominics espanyols van arribar a l'actual Guatemala, l'únic lloc que els faltava per conquistar era Tezulutlán o "Terra de Guerra".
Fra Bartolomé de las Casas fou l'encomanat per a "reduir" als indígenes per via del cristianisme.
Una de les referències més antigues que hi ha sobre Cubulco es troba al Títol Reial de Francisco Izquin Nehabib, escrit en 1558.
En 1862, es publicà a París, França, el Rabinal Achí. Aquest document fou trobat per l'abat Braseur de Bouburg. Estudis experts afirmen que l'etnodrama pren valors d'honor militar només comparat amb la Ilíada d'Homer.
L'antropòleg neerlandèss Ruud van Akkeren, en una entrevista sobre ètnies maies, afirmà que:
| « | Els achís del segle xvi no eren els achís d'avui; passa el mateix amb els keqchís o els quitxés, només per esmentar alguns grups. Aquests pobles tenen dret a conèixer la seva història - Ruud van Akkeren. | » |